# Bolitoglossa ramosi
La salamandra manchada (Bolitoglossa ramosi) es una especie de salamandras en la familia Plethodontidae.
Es endémica de Colombia.
Su hábitat natural son los montanos húmedos tropicales o subtropicales, tierra arable, tierras de pastos, jardines rurales y áreas urbanas.